# Châteauneuf-d'Ille-et-Vilaine
Pour les articles homonymes, voir Châteauneuf.
Châteauneuf-d'Ille-et-Vilaine est une commune française située dans le département d'Ille-et-Vilaine en région Bretagne, peuplée de 1 679 habitants.

## Géographie
La commune est, en superficie, la deuxième plus petite commune d'Ille-et-Vilaine derrière Bécherel.

### Communes limitrophes
|                    | Saint-Père-Marc-en-Poulet                              |               |
|                    | Châteauneuf-d'Ille-et-Vilaine                          |               |
| La Ville-ès-Nonais | Pleudihen-sur-Rance (Côtes-d'Armor) par un quadripoint | Miniac-Morvan |

### Transports
À Châteauneuf-d'Ille-et-Vilaine se trouve l'échangeur entre deux voies rapides de Bretagne, la N176 qui longe dans l'ensemble la côte depuis Pontorson jusqu'à la jonction avec la N12 à proximité de Saint-Brieuc, et la D137 qui relie Saint-Malo à Rennes.

### Hydrographie
Pour un article plus général, voir Réseau hydrographique d'Ille-et-Vilaine.
La commune est située dans le bassin Loire-Bretagne. Elle n'est drainée par aucun cours d'eau,.

### Climat
Pour des articles plus généraux, voir Climat de la Bretagne et Climat d'Ille-et-Vilaine.
En 2010, le climat de la commune est de type climat océanique franc, selon une étude du CNRS s'appuyant sur une série de données couvrant la période 1971-2000. En 2020, Météo-France publie une typologie des climats de la France métropolitaine dans laquelle la commune est exposée à un climat océanique et est dans la région climatique  Bretagne orientale et méridionale, Pays nantais, Vendée, caractérisée par une faible pluviométrie en été et une bonne insolation. Parallèlement l'observatoire de l'environnement en Bretagne publie en 2020 un zonage climatique de la région Bretagne, s'appuyant sur des données de Météo-France de 2009. La commune est, selon ce zonage, dans la zone « Intérieur », exposée à un climat médian, à dominante océanique.  
Pour la période 1971-2000, la température annuelle moyenne est de 11,6 °C, avec une amplitude thermique annuelle de 11,9 °C. Le cumul annuel moyen de précipitations est de 718 mm, avec 11,6 jours de précipitations en janvier et 6,3 jours en juillet. Pour la période 1991-2020, la température moyenne annuelle observée sur la station météorologique la plus proche, située sur la commune de Pleurtuit à 10 km à vol d'oiseau, est de 11,9 °C et le cumul annuel moyen de précipitations est de 752,0 mm,. Pour l'avenir, les paramètres climatiques de la commune estimés pour 2050 selon différents scénarios d'émission de gaz à effet de serre sont consultables sur un site dédié publié par Météo-France en novembre 2022.

## Urbanisme

### Typologie
Au 1er janvier 2024, Châteauneuf-d'Ille-et-Vilaine est catégorisée bourg rural, selon la nouvelle grille communale de densité à sept niveaux définie par l'Insee en 2022.
Elle est située hors unité urbaine. Par ailleurs la commune fait partie de l'aire d'attraction de Saint-Malo, dont elle est une commune de la couronne,. Cette aire, qui regroupe 35 communes, est catégorisée dans les aires de 50 000 à moins de 200 000 habitants,.

### Occupation des sols
L'occupation des sols de la commune, telle qu'elle ressort de la base de données européenne d'occupation biophysique des sols Corine Land Cover (CLC), est marquée par l'importance des territoires artificialisés (53,7 % en 2018), en augmentation par rapport à 1990 (46 %). La répartition détaillée en 2018 est la suivante : 
zones urbanisées (53,7 %), prairies (28,3 %), forêts (15,9 %), terres arables (2,1 %). L'évolution de l'occupation des sols de la commune et de ses infrastructures peut être observée sur les différentes représentations cartographiques du territoire : la carte de Cassini (XVIIIe siècle), la carte d'état-major (1820-1866) et les cartes ou photos aériennes de l'IGN pour la période actuelle (1950 à aujourd'hui).

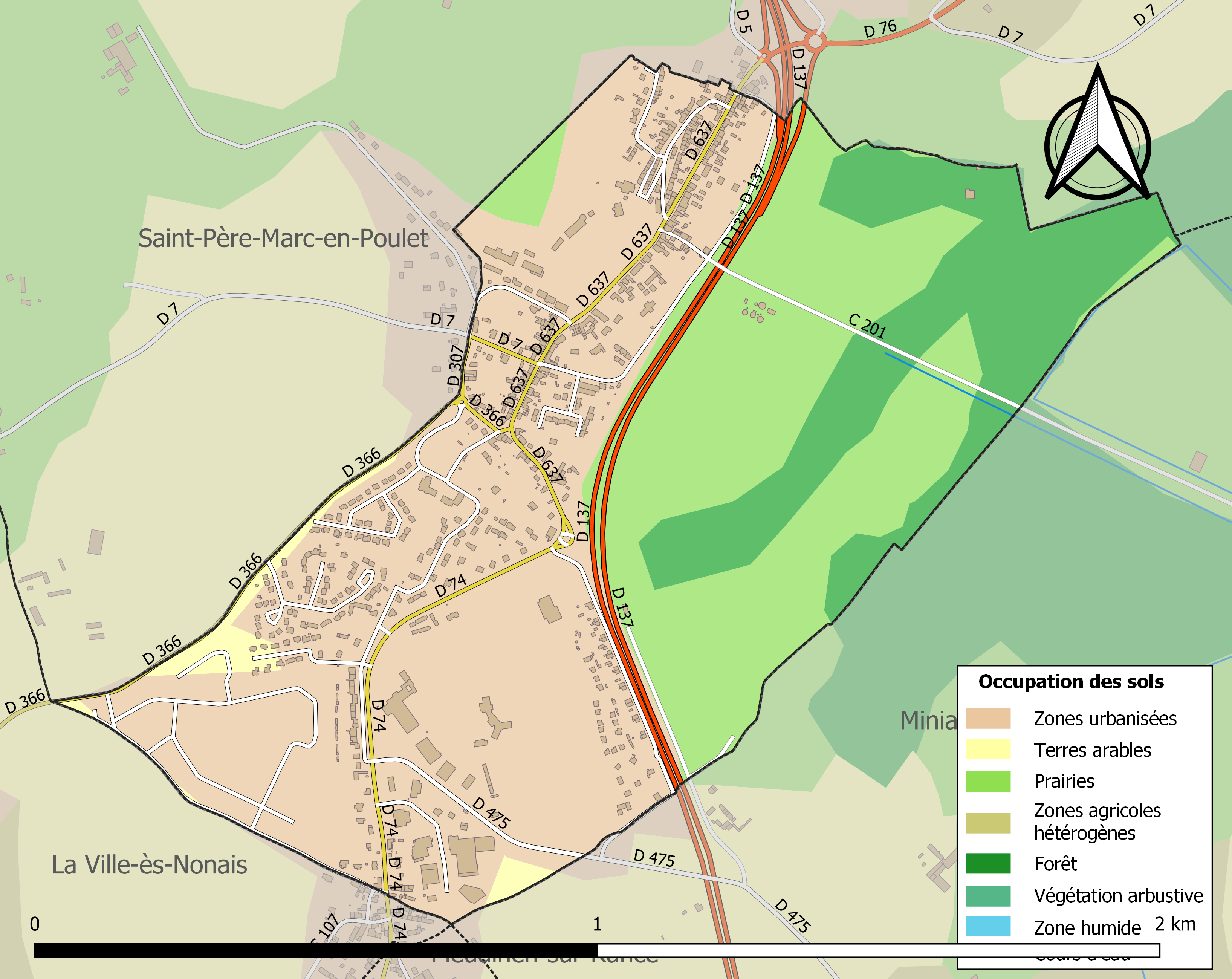
Carte des infrastructures et de l'occupation des sols de la commune en 2018 (CLC).

## Toponymie
Le nom de la localité est attesté sous les formes Castellum de Noes ou Castellum de Bure au XIIe siècle , Castellum de Noa au XIIIe siècle, (en français Chastel-Noë et par déformation Chastel Neuë avant de devenir plus tard Chasteau Neuf).
Châteauneuf-d'Ille-et-Vilaine tire son nom de l'implantation au XIIIe siècle du château appelé Château-Neuf, surnommé Chastel-Noé.
Châteauneuf devint Châteauneuf-d'Ille-et-Vilaine par décret du 22 janvier 1890.

## Histoire

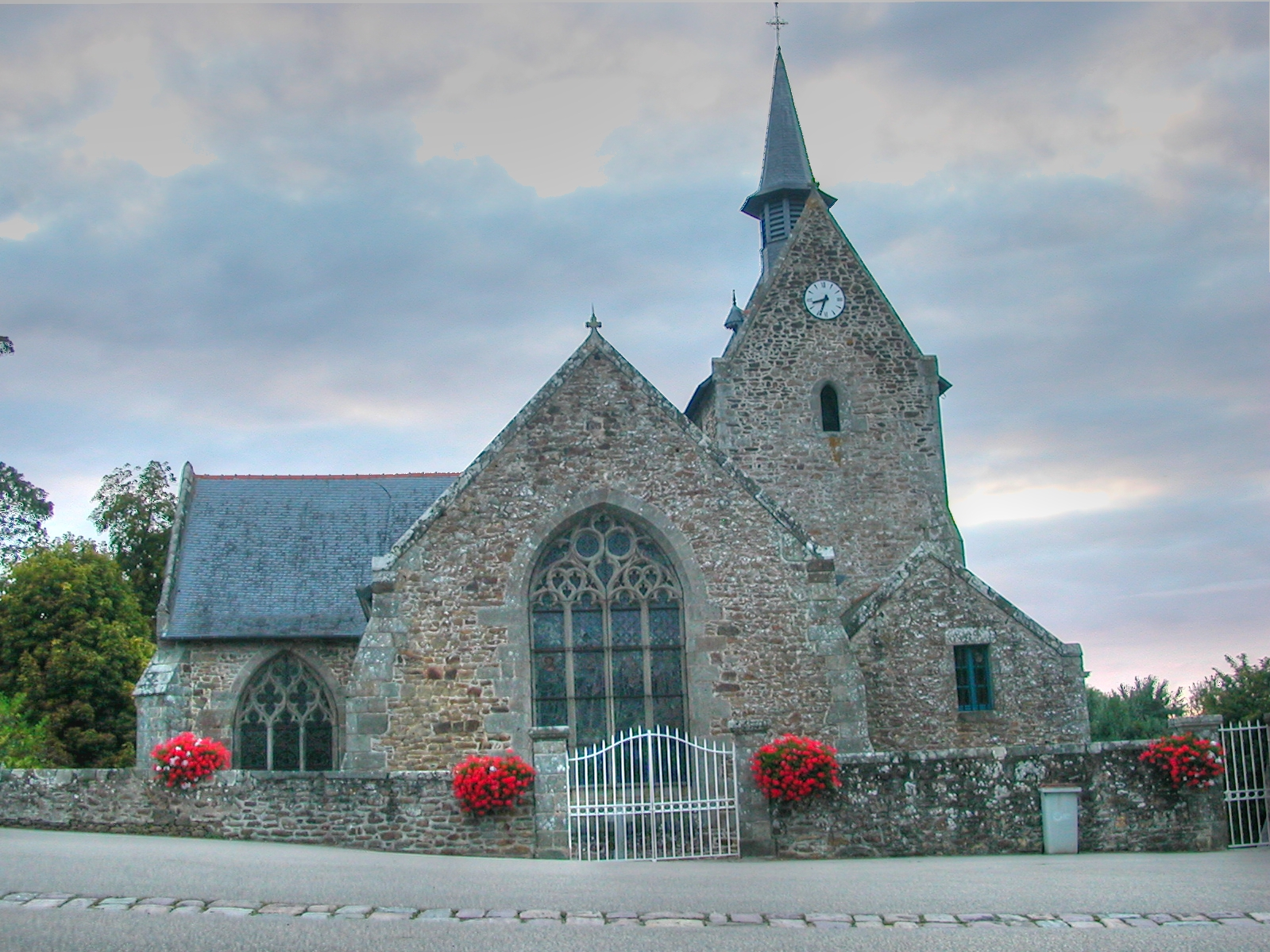
L'église de Châteauneuf.

La voie romaine de Rennes à Alet passait par Châteauneuf sous la forme d'une chaussée surélevée entre les marais. C'est par cette route que les premiers évangélisateurs chrétiens venus de Bretagne arrivent, dirigés par un certain Colomban. Ils édifient un prieuré au bord des marais (les Noës).
Vers le XIe siècle, un premier château en bois protège le passage menant vers le Clos-Poulet (plou aleth : « pays d'Aleth »). La paroisse de Castellum des Noës est certifiée dès le XIIe siècle (1181). Le château fort en pierre, la forteresse de Bure, fait des seigneurs de Châteauneuf de la Noë une importante châtellenie avec droit de haute justice sur vingt-cinq paroisses.
Les dîmes de la paroisse sont au bénéfice de l'abbaye Notre-Dame du Tronchet.
L'organisation des fêtes révolutionnaires témoigne de l'accueil favorable de la population de Dol aux changements apportés par la Révolution française, surtout après la fin de la Terreur :
- l'anniversaire de l'exécution de Louis XVI, accompagnée d'un serment de haine à la royauté et à l'anarchie, est fêté (à partir de 1795)[17] ;
- l'anniversaire de la fondation de la Première République, le 21 septembre[18] ;
- la fête du 26 messidor (14 juillet), qui devait être fêtée à partir de 1794, est cependant célébrée par les citoyens[19] ;
- les autres fêtes républicaines sont peu suivies, notamment à cause du manque de succès du calendrier républicain, qui fait que les fêtes d'Ancien Régime et les nouvelles ne coïncident pas[19]. On peut citer la fête de la Jeunesse, très suivie au printemps de l'an VII, ou celle de la Reconnaissance.

En 1885 la compagnie des chemins de fer de l'Ouest met en service la ligne de Miniac-Morvan à La Gouesnière - Cancale - Saint-Méloir qui dessert la commune avec la gare du Fort de Châteauneuf. Elle permet le lien avec la ligne Rennes - Saint-Malo à la gare de La Gouesnière - Cancale et avec la ligne Lison - Lamballe à la gare de Miniac.
En 1890, le nom de la commune de Châteauneuf a été modifié en Châteauneuf-d'Ille-et-Vilaine.
Les 4 et 5 août 1944, Châteauneuf est le théâtre des affrontements entre les Américains et les Allemands.

### Héraldique
| Blason de Châteauneuf-d'Ille-et-Vilaine | Blason  | De gueules à la couronne ducale d'or; au chef d'argent chargé de cinq mouchetures d'hermine de sable. |
| Blason de Châteauneuf-d'Ille-et-Vilaine | Détails | Le statut officiel du blason reste à déterminer.                                                      |
| Blason de Châteauneuf-d'Ille-et-Vilaine | Alias   | D'argent aux trois pals de gueules, au chef d'azur chargé de deux quintefeuilles du champ.            |

Ce sont les armes de la famille de Beringhen, qui furent comtes puis marquis de Châteauneuf.

## Démographie
L'évolution du nombre d'habitants est connue à travers les recensements de la population effectués dans la commune depuis 1793. Pour les communes de moins de 10 000 habitants, une enquête de recensement portant sur toute la population est réalisée tous les cinq ans, les populations de référence des années intermédiaires étant quant à elles estimées par interpolation ou extrapolation. Pour la commune, le premier recensement exhaustif entrant dans le cadre du nouveau dispositif a été réalisé en 2005.
En 2022, la commune comptait 1 679 habitants, en évolution de +0,24 % par rapport à 2016 (Ille-et-Vilaine : +5,46 %, France hors Mayotte : +2,11 %).
| 1793 | 1800 | 1806 | 1821 | 1831 | 1836 | 1841 | 1846 | 1851 |
| ---- | ---- | ---- | ---- | ---- | ---- | ---- | ---- | ---- |
| 478  | 539  | 513  | 590  | 694  | 704  | 756  | 789  | 810  |

| 1856 | 1861 | 1866 | 1872 | 1876 | 1881 | 1886 | 1891 | 1896 |
| ---- | ---- | ---- | ---- | ---- | ---- | ---- | ---- | ---- |
| 834  | 823  | 716  | 699  | 729  | 740  | 657  | 685  | 663  |

| 1901 | 1906 | 1911 | 1921 | 1926 | 1931 | 1936 | 1946 | 1954 |
| ---- | ---- | ---- | ---- | ---- | ---- | ---- | ---- | ---- |
| 619  | 622  | 637  | 580  | 529  | 540  | 524  | 560  | 542  |

| 1962 | 1968 | 1975 | 1982 | 1990 | 1999 | 2005 | 2006  | 2010  |
| ---- | ---- | ---- | ---- | ---- | ---- | ---- | ----- | ----- |
| 653  | 662  | 685  | 806  | 813  | 912  | 992  | 1 056 | 1 249 |

| 2015  | 2020  | 2022  | - | - | - | - | - | - |
| ----- | ----- | ----- | - | - | - | - | - | - |
| 1 662 | 1 704 | 1 679 | - | - | - | - | - | - |

## Lieux et monuments
La commune abrite un monument historique :
- le château de Châteauneuf, situé également sur la commune de Saint-Père. Il a été édifié en 1740 sur la base d'un ancien château reconstruit en totalité à plusieurs reprises : en 1353, 1441 et 1611 ; certains éléments du château actuel datent des XVe et XVIIe. Le château a été classé avec ses jardins par arrêté du 2 octobre 1992[29]. Il a fait l'objet de plusieurs campagnes de fouilles archéologiques durant les années 1980[30]. Elles ont permis de révéler la présence des restes de l'ancien donjon anglo-normand.

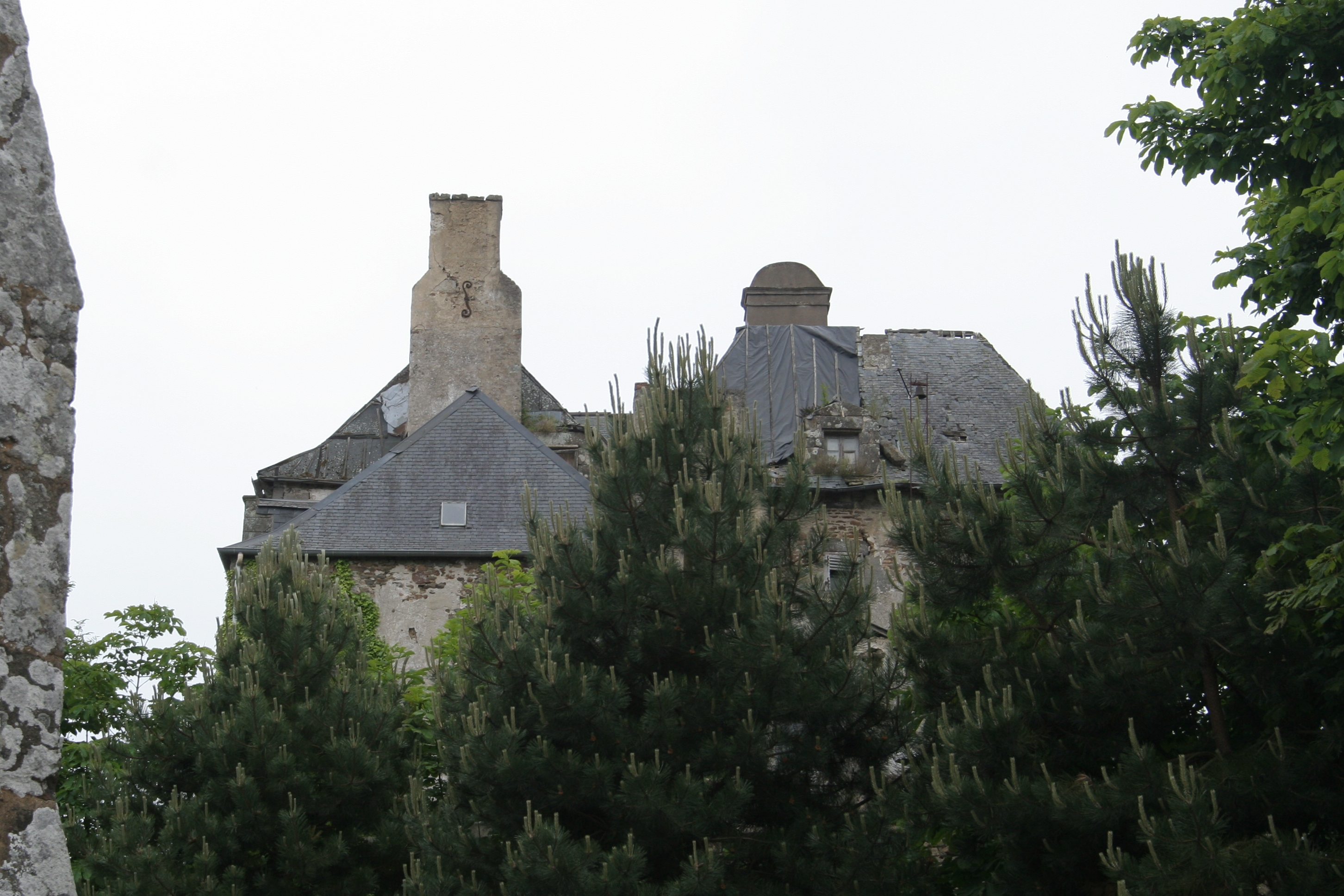
Le château vu du cimetière.
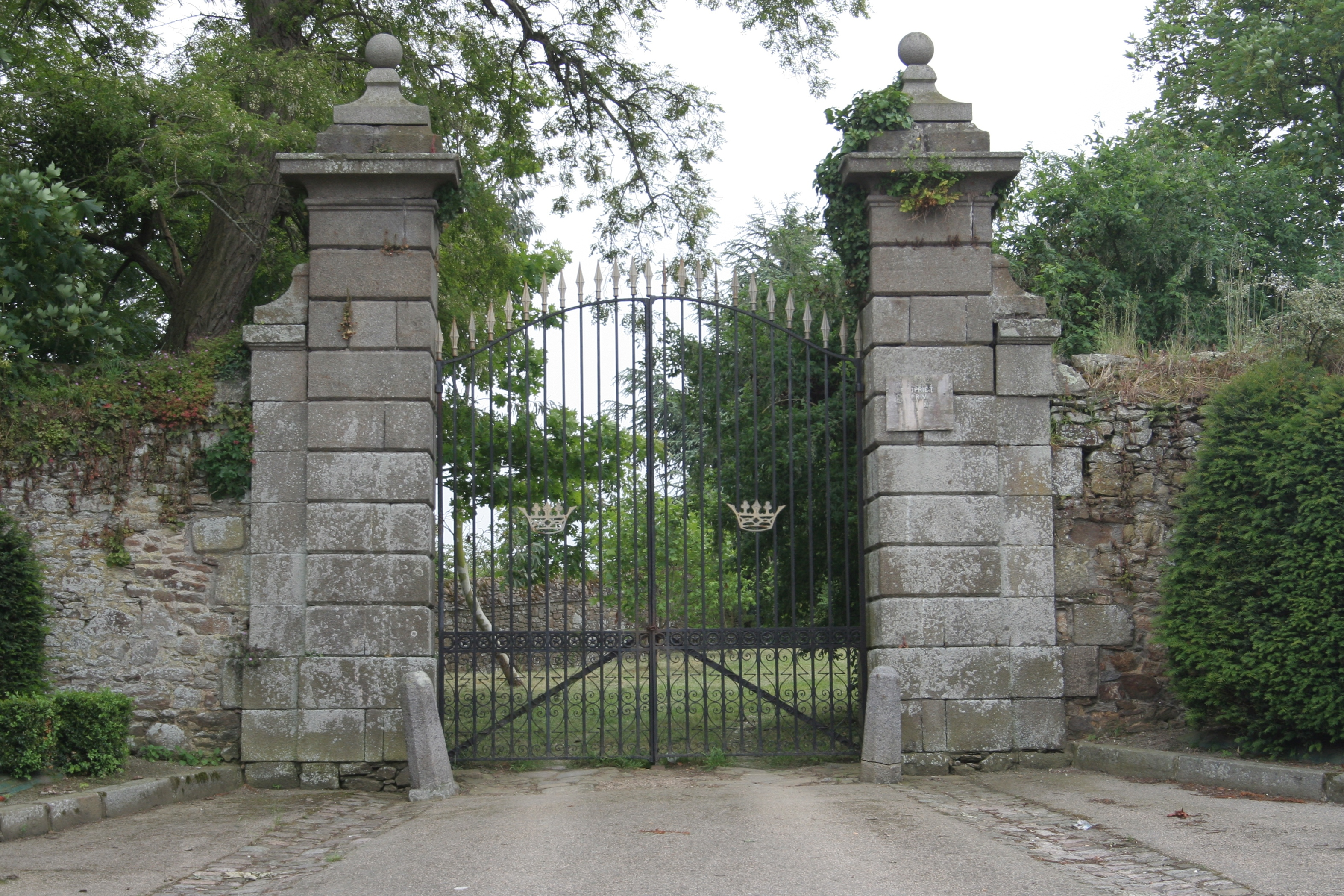
Le portail du château.
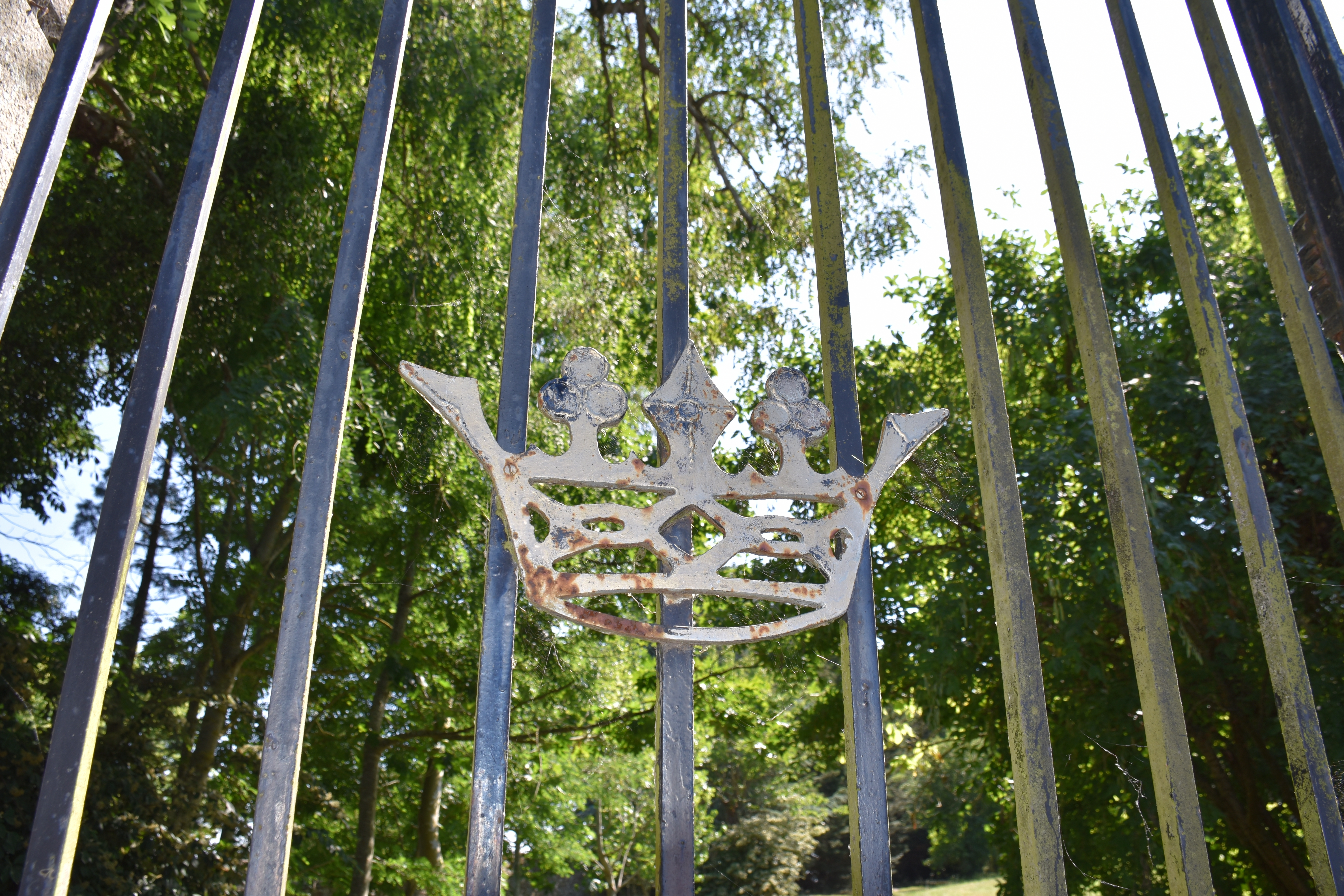
Grille du château.

Autre monument de la commune :
- Église paroissiale Saint-Nicolas (XVe – XIXe siècles)[31].

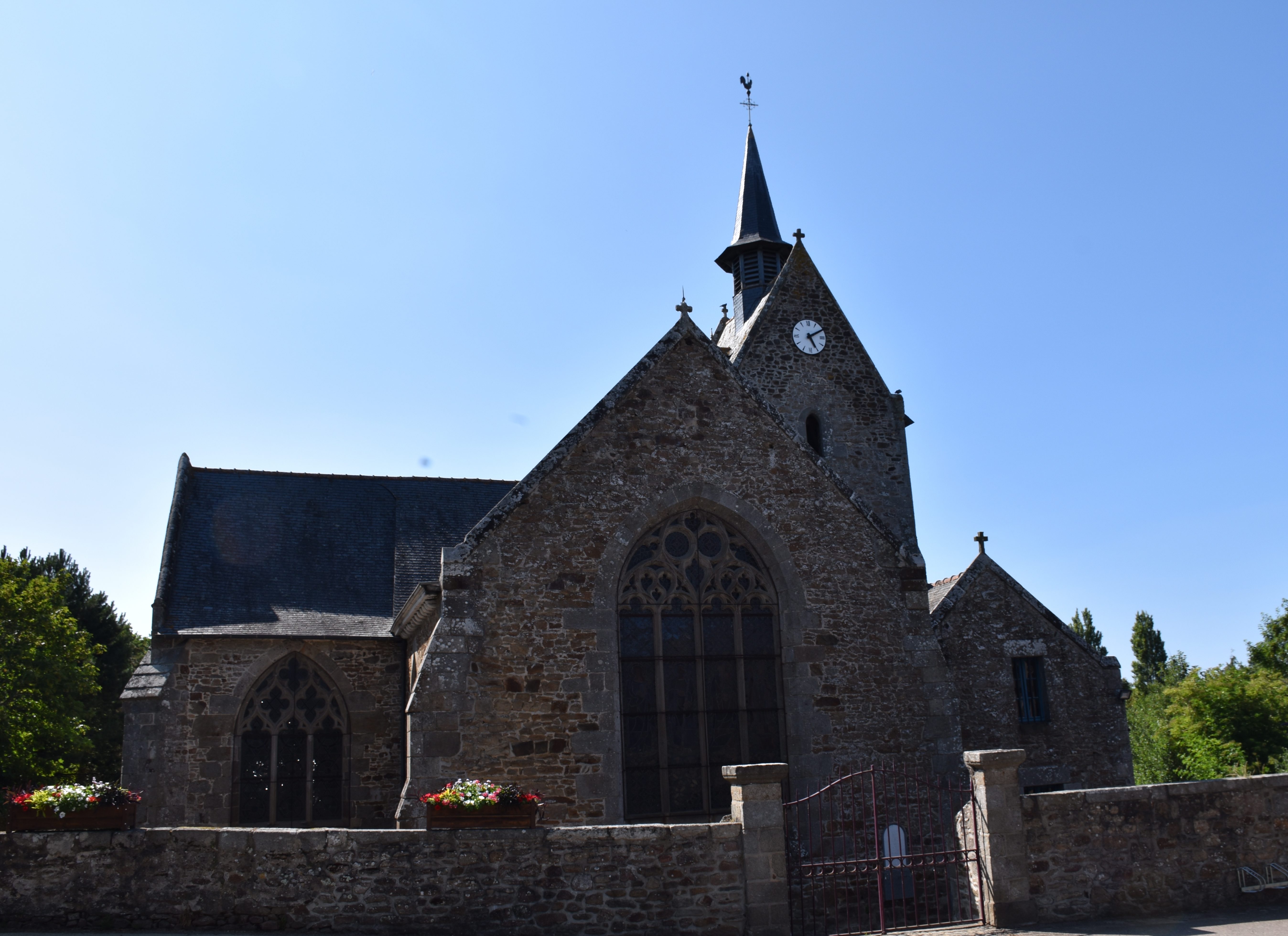
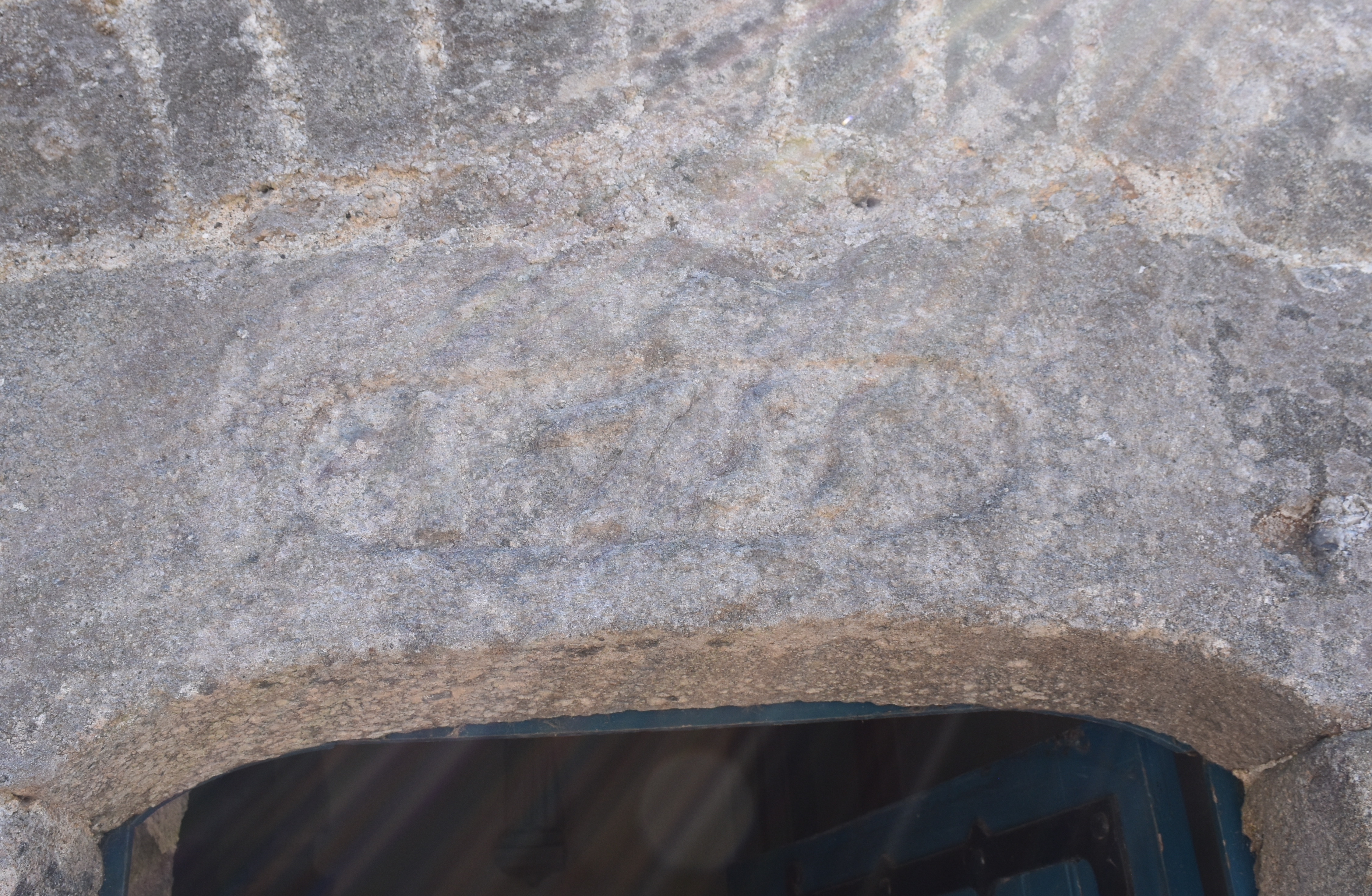
Pierre sculptée portant la date de 1755.
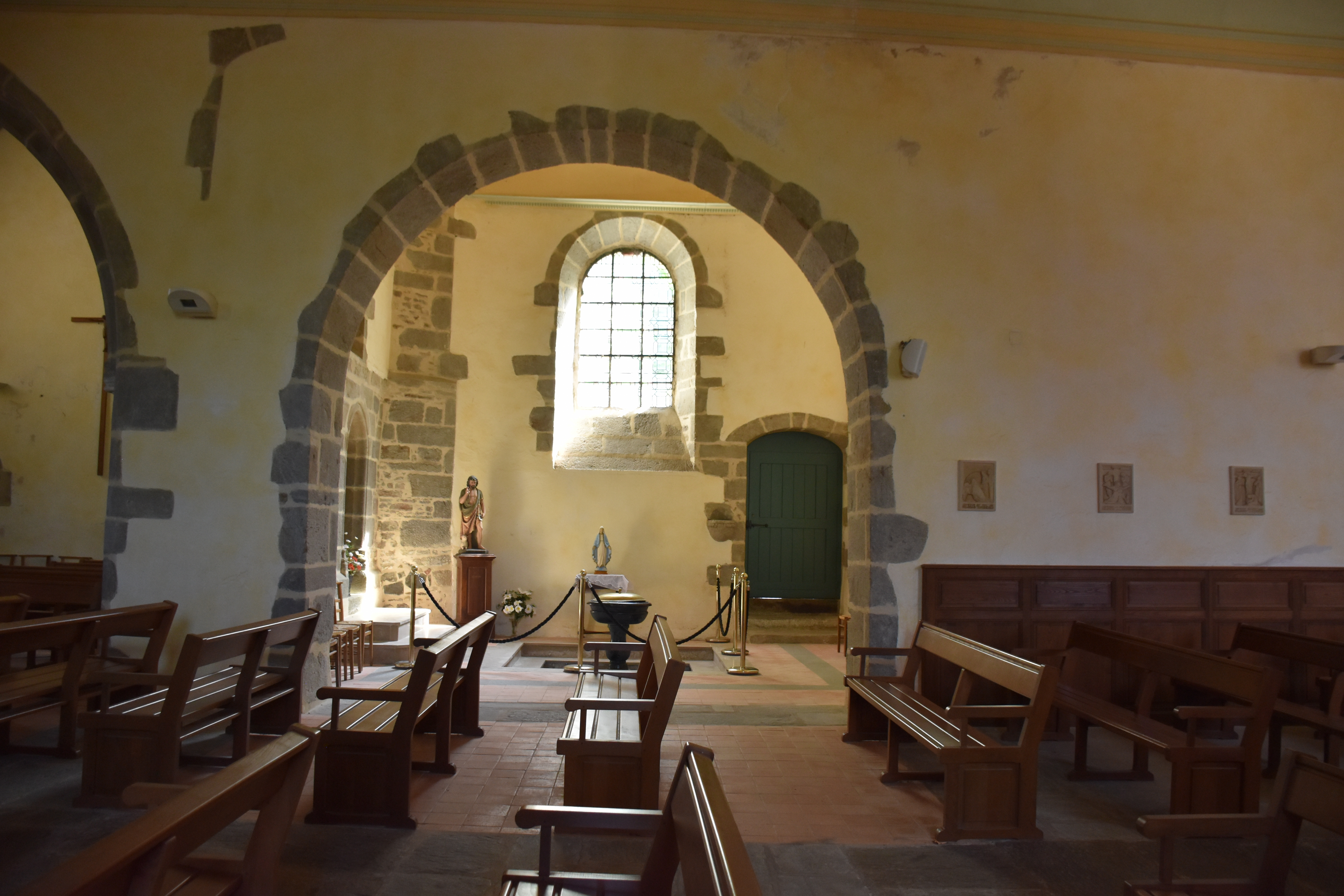
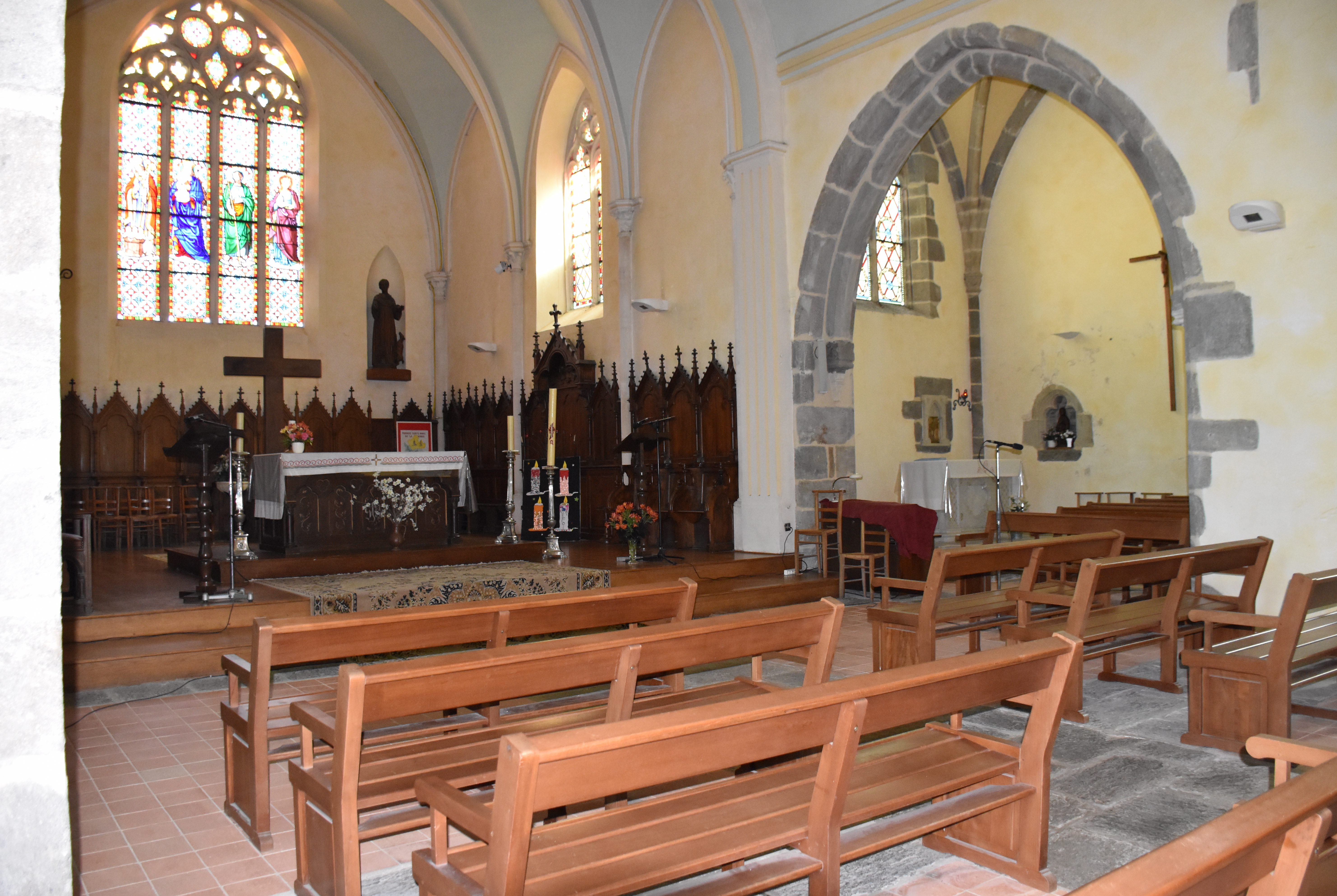
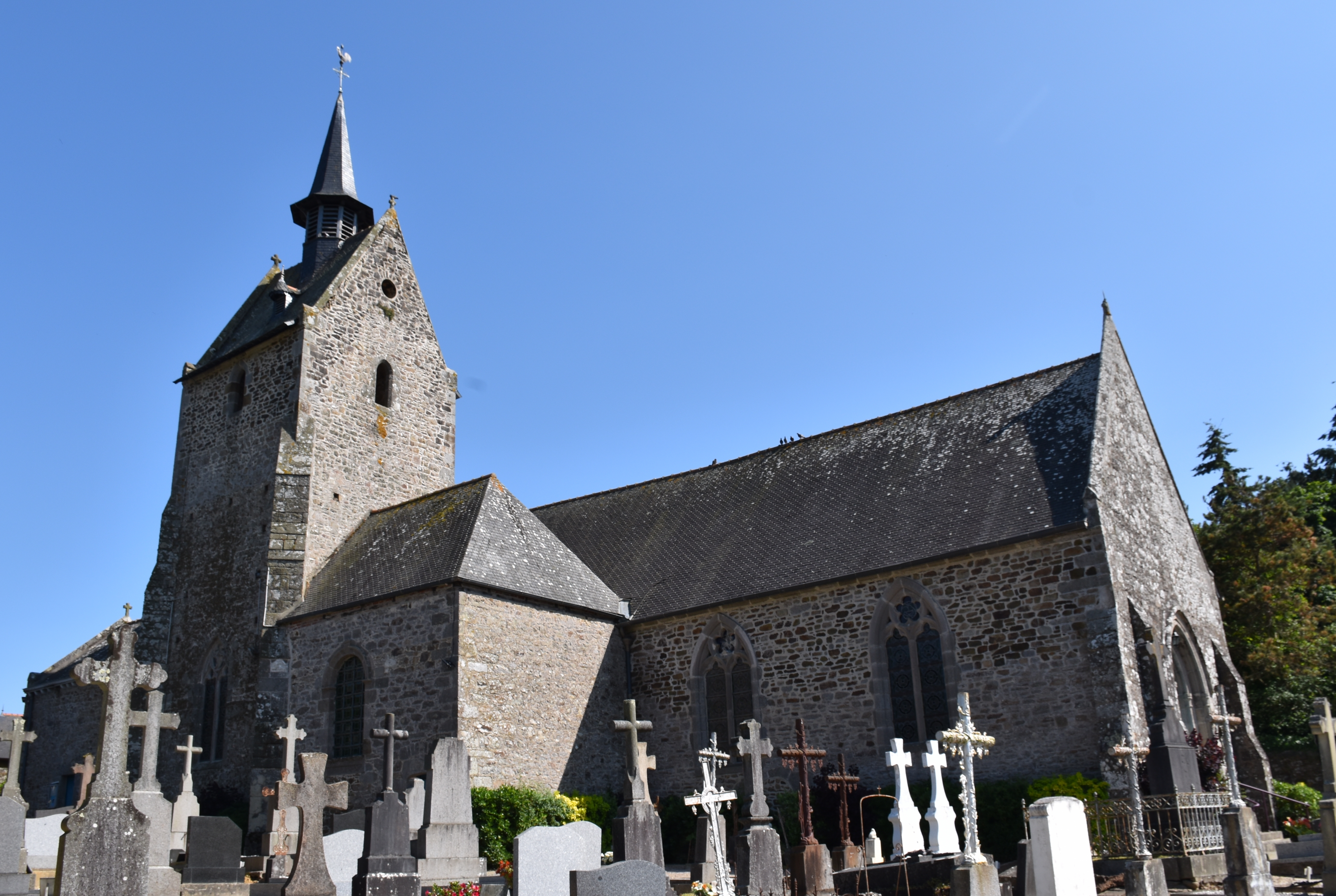
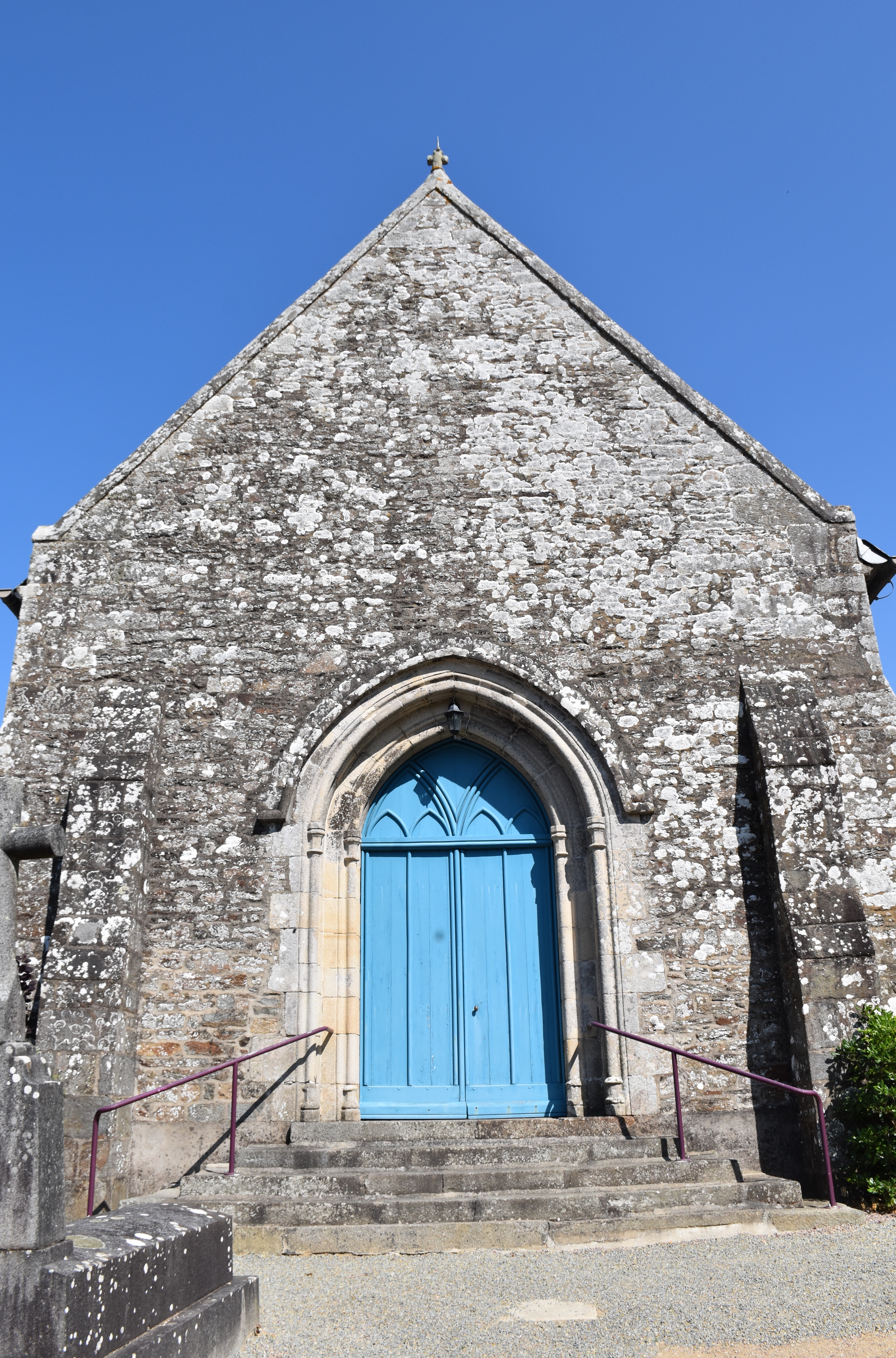

## Personnalités liées à la commune
- Jean Jules Coupard (1740-1805), homme politique né à Châteauneuf-d'Ille-et-Vilaine, député à l'Assemblée constituante de 1789.
- Auguste-Joseph Baude de la Vieuville, né le 11 septembre 1760 à Châteauneuf-d'Ille-et-Vilaine et mort le 26 avril 1835 dans la même ville, militaire, administrateur et homme politique, député d'Ille-et-Vilaine et pair de France.
- Le général baron Athanase de Charette, le chef charismatique des zouaves pontificaux (1860-1870) y avait sa propriété en la demeure du château de Basse Motte. La famille de Charette ne possède plus cette propriété.